# Yu-Gi-Oh! 5D’s

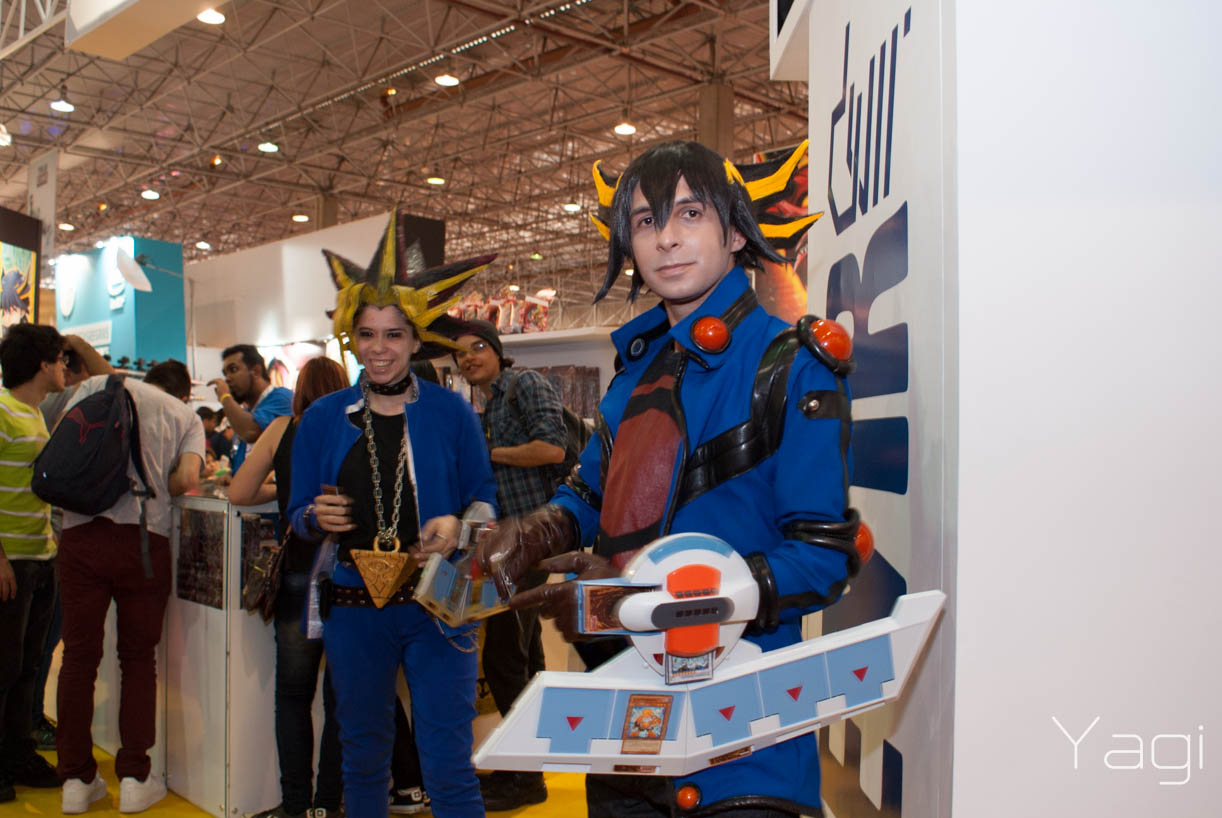
Yugi Muto és Yusei Fudo cosplay. Yusei Fudo a Yu-Gi-Oh 5D’s anime protagonistája.

A  Yu-Gi-Oh! 5D’s japán sónen animesorozat, a Yu-Gi-Oh! animesorozat spin-offja és folytatása, mely hazánkban a Yu-Gi-Oh! – Az öt sárkány nevet kapta.  A Studio Gallop gyártásában készült animét Japánban a TV Tokyo vetítette 156 epizódon keresztül 2008. április 2. és 2011 március 30. között, majd a Yu-Gi-Oh! Zexal követte. A Yu-Gi-Oh! 5D’s Yusei Fudo és barátai kalandját követi végig New Domino City-ben.
Észak-Amerikában a 4Kids Entertainment licencelte és forgalmazta az amerikai piac igényei szerint megvágva és módosítva a sorozatot. Magyarországon is a 4Kids változata került a televízióba, ezt a Viasat 6 mutatta be 2018. január 29-én. Az animéből Masahiro Hikokubo készített egy spin-off mangát is.

## Történet
A Yu-Gi-Oh! 5D’s cselekménye sok évvel a Yu-Gi-Oh! GX eseményei után játszódik, 2021-ben, New Domino City városában - itt már a párbajozás egy új módja, a Riding Duel zajlik. A főszereplő Yusei Fudo, aki a romos állapotú Satellite-ben lakik, ahol a lakosság hatalmas szegénységben él, egyetlen feladatuk New Domino City szemetének feldolgozása. Az ottaniaknak szinte lehetetlen bejutnia a gazdagok által lakott New Domino City-be, ám Yusei-nek mégis sikerül beszöknie. Eleinte csak egy cél hajtja: hogy legyőzze egykori barátját és a jelenlegi Párbajok Királyát, Jack Atlas-t, és hogy visszaszerezze tőle a Stardust Dragon kártyát.

## Szereplők
| Szerep                         | Japán hang                               | Angol hang                                                  | Magyar hang     |
| ------------------------------ | ---------------------------------------- | ----------------------------------------------------------- | --------------- |
| Yusei Fudo                     | Mijashita Júja                           | Greg Abbey                                                  | Czető Roland    |
| Jack Atlas                     | Hosino Takanori                          | Ed Paul                                                     | Kisfalusi Lehel |
| Crow Hogan                     | Aszanuma Sintaró                         | Jason Griffith Tom Wayland                                  | Potocsny Andor  |
| Akiza Izinski                  | Kinosita Ajumi                           | Bella Hudson                                                | Pekár Adrienn   |
| Leo                            | Horana Ai                                | Cassandra Lee Morris (1–2. évad) Eileen Stevens (3–4. évad) | Czető Ádám      |
| Luna                           | Teraszaki Juka                           | Cassandra Lee Morris (1–2. évad) Eileen Stevens (3–4. évad) | Hermann Lilla   |
| Bashford / Tetsuzo Kuzuyama    | Kató Szeizó                              | Wayne Grayson                                               | Koncz István    |
| Carly Carmine / Carly Nagisa   | Li-Mei Chiang Kanada Aki (130–154. rész) | Veronica Taylor                                             | Károlyi Lili    |
| Haley                          | Szató Júko                               | Tony Salerno                                                | Penke Bence     |
| Blister                        | Kiucsi Hidenobu                          | Tom Wayland                                                 | Gyurin Zsolt    |
| Tetsu Trudge / Tetsu Ushio     | Ocsiai Kódzsi                            | Dan Green                                                   | Fekete Zoltán   |
| Mina Simington / Mikage Sagiri | Aihasi Aiko                              | Carrie Keranen                                              | Berkes Boglárka |
| Rudolph Heitmann               | Kavahara Josihisza                       | Sean Schemmel                                               | Gubányi György  |
| Sherry LeBlanc                 | Nakagava Erika                           | Eileen Stevens                                              | Gyöngy Zsuzsa   |

## Magyar szinkronstáb
A magyar szinkront a Viasat 6 megbízásából a Balog Mix Stúdió készítette.
- Magyar szöveg: Imri László
- Hangmérnök: Kis Pál
- Gyártásvezető: Bogdán Anikó
- Szinkronrendező: Bartucz Attila
- Produkciós vezető: Balog Gábor

## Médiamegjelenések

### Anime
A Studio Gallop gyártásában készült animét Japánban a TV Tokyo vetítette 156 epizódon keresztül 2008. április 2. és 2011 március 30. között, majd a Yu-Gi-Oh! Zexal követte.
Észak-Amerikában a 4Kids Entertainment licencelte és forgalmazta és a Cartoon Network, valamint a The CW vetítette. forgalmazta. A sorozatot az amerikai piac igényei szerint megvágták és módosították.
Magyarországon is a 4Kids változata kerül a televízióba, ezt a Viasat 6 adja 2018. január 29-től.

#### Zene
Nyitódalok
1. BONDS -Kizuna- : előadója a Kra (1–26. epizód)
2. LAST TRAIN -New Morning-: előadója a Knotlamp (27–64. epizód)
3. FREEDOM : előadója a La Vie (65–103. epizód)
4. BELIEVE IN NEXUS : előadója Maszaaki Endó (104–129. epizód)
5. Road to Tomorrow - ~Going My Way!!~ : előadója Maszaaki Endó (130–154. epizód)
Záródalok
1. START: előadója Masataka Nakagauchi (1–26. epizód)
2. CROSS GAME: előadója az A9 (27–64. epizód)
3. -OZONE- : előadója a Vistlip (65–103. epizód)
4. CLOSE TO YOU: előadója az ALvino (104–129. epizód)
5. Future Colors: előadója a Plastic Tree (130–153. epizód)
Angol nyelvű változat
Hyper Drive: előadója Cass Dillon

### Manga
A spin-off mangasorozatot Masahiro Hikokubo írta és Masashi Satou rajzolta. Az első fejezet a V-Jump magazinban jelent meg 2009. augusztus 21-én, az utolsó, 9. pedig 2015. január 21-én. A Yu-Gi-Oh! GX adaptációhoz hasonlóan ez a manga is az eredeti történetvezetést követi, de más szörnyekkel, valamint az animéhez képest több változtatást is eszközöltek.

### Videójátékok
Több Yu-Gi-Oh! 5D’s-en alapuló videójáték jelent meg a Konami fejlesztésében és kiadásában.
Két játékot adtak ki Wii-re: a Yu-Gi-Oh! 5D’s: Wheelie Breakers-t 2009. március 26-án és a Yu-Gi-Oh! 5D’s Duel Transer-t 2011. április 21-én.
Nintendo DS-re három játék jelent meg: a Yu-Gi-Oh! 5D’s Stardust Accelerator: World Championship 2009 2009. március 26-án, a Yu-Gi-Oh! 5D’s World Championship 2010: Reverse of Arcadia 2010. február 18-án, és a Yu-Gi-Oh! 5D’s World Championship 2011: Over the Nexus 2011. február 24-én.
PlayStation Portable-re adták ki a Tag Force sorozatot, amelyből az utolsó három játék alapul a 5D’s-en (a többi a GX-en). A címek a következők: Yu-Gi-Oh! 5D’s: Tag Force 4, Yu-Gi-Oh! 5D’s: Tag Force 5 és Yu-Gi-Oh! 5D’s: Tag Force 6. A Tag Force 6 Észak-Amerikában és Európában nem került piacra.
Emellett kiadtak egy játékot Xbox-re és Playstation-re: ez a Yu-Gi-Oh! 5D’s: Decade Duels, ami 2010. november 3-án lett elérhető az Xbox Live Arcade-on és a PlayStation Network-ön. Ugyancsak kiadtak egy mobiljátékot Yu-Gi-Oh! 5D’s Mobile néven, ez 2009. december 8-án jelent meg.